# Regina Vasorum

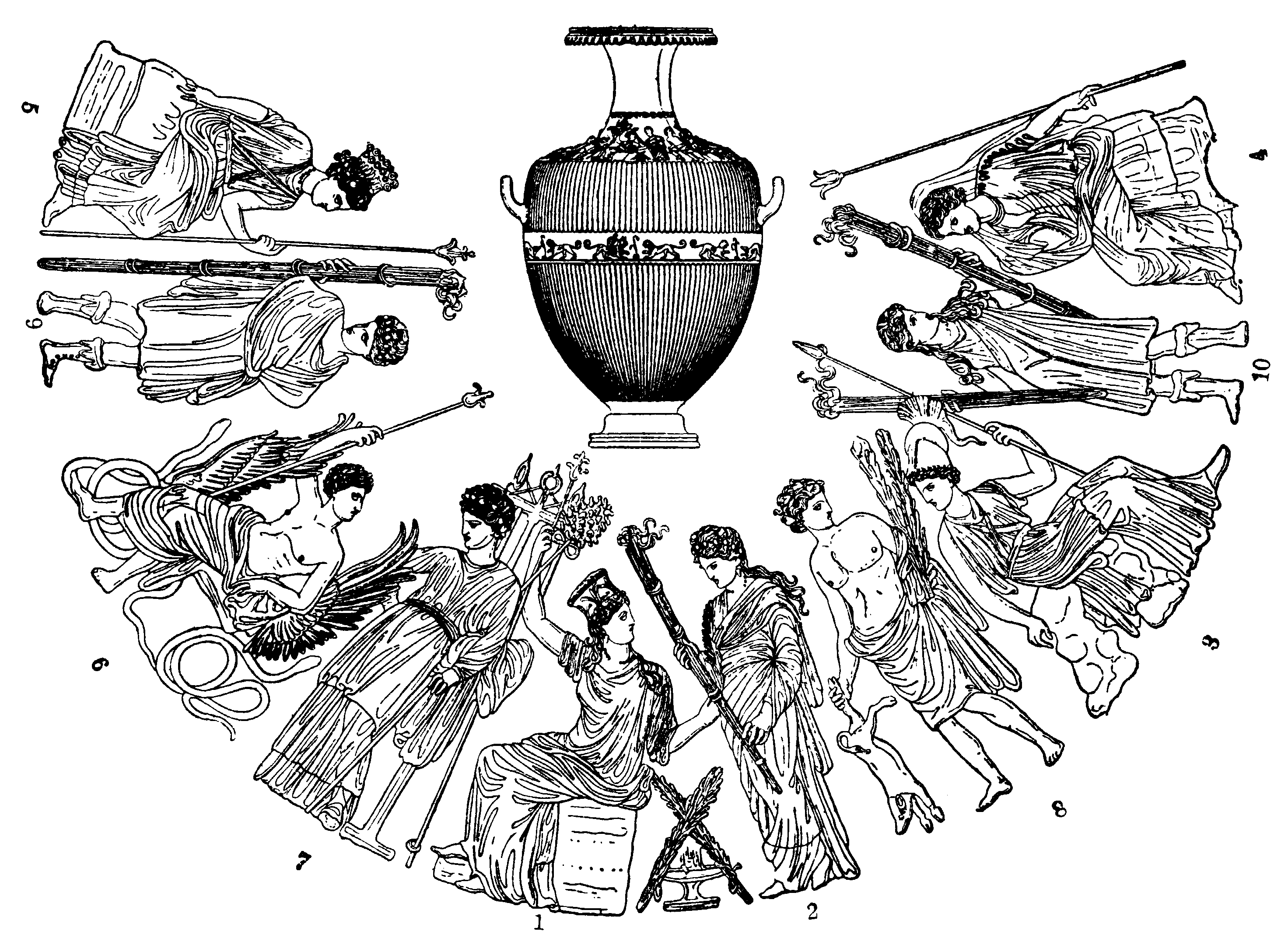
Dibujo de las figuras eleusianas contenidas en la hidria Regina Vasorum.

La Regina Vasorum o ‘Reina de los vasos’ es una hidria del siglo IV a. C. procedente de Cumas que muestra una estrecha banda con grifos, leones y panteras, y sobre todo, en el cuello de la vasija, diversos dioses, diosas y sacerdotes eleusianos con la piel dorada en relieve policromado. Casi toda su superficie está cubierta con laca negra. Se conserva en las colecciones del Museo del Ermitage, en San Petersburgo.
Además de sus cualidades estéticas, se valora como una fuente iconográfica de la antigua religión griega. Entre los representados, donde el mito de Deméter y Perséfone juega un papel central en el rito mistérico, se encuentran:
1. Deméter
2. Perséfone
3. Atenea
4. Afrodita
5. Artemisa
6. Triptólemo
7. El hierofante
8. El sacerdote del templo
9. El heraldo
10. (Hécate)

La Vasorum Regina es un ejemplo de la «espectacular» e inusualmente importante experimentación técnica entre los alfareros griegos mientras que el estilo de figuras rojas seguía su curso normal.